# Allocosa orinus
Allocosa orinus este o specie de păianjeni din genul Allocosa, familia Lycosidae. A fost descrisă pentru prima dată de Chamberlin, 1916.
Este endemică în Peru. Conform Catalogue of Life specia Allocosa orinus nu are subspecii cunoscute.